# 雷欧 (滨海夏朗德省)
雷欧（法語：Réaux，法語發音：[ʁeo]）是法国滨海夏朗德省的一个旧市镇，位于该省南部，属于容扎克区。2016年1月1日，雷欧和相邻的另外2个市镇合并为新市镇特雷夫勒河畔雷欧（Réaux sur Trèfle），雷欧为新市镇行政中心。

## 地理
雷欧（45°28'38"N, 0°22'27"W）面积8.96 平方千米，位于法国新阿基坦大区滨海夏朗德省，该省份为法国西部滨海省份，北起旺代省，西临大西洋，南至吉倫特省，东南接多爾多涅省，东北接德塞夫勒省接壤，东临夏朗德省。
与雷欧接壤的市镇（或旧市镇、城区）包括：阿拉尚帕尼、尚帕尼亚克、容扎克、默村、穆万、圣日耳曼-德吕西尼昂、圣莫里斯-德塔韦尔诺勒。
雷欧的时区为UTC+01:00、UTC+02:00（夏令时）。

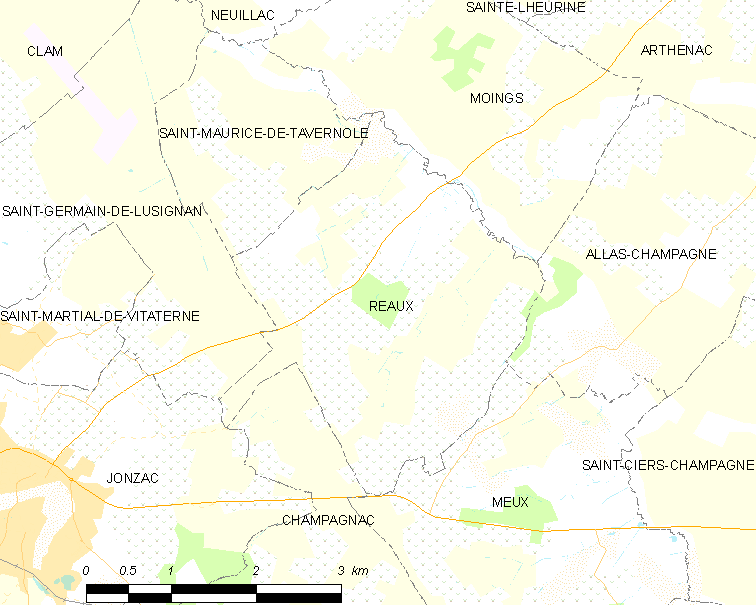
雷欧的OSM定位图

## 行政
雷欧的邮政编码为17500，INSEE市镇编码为17295。

## 政治
雷欧所属的省级选区为容扎克县。

## 人口

1962-2008年间雷欧人口变化图示

雷欧于2013时的人口数量为476人。